# Кан, Даниэль (математик)
Даниэль Маринус Кан (4 августа 1927, Амстердам — 4 августа 2013, Ньютон, Массачусетс) — израильский и американский математик, работавший в области теории категорий и теории гомотопий.

## Биография
Родился в Амстердаме в семье адвоката Маринуса Леонарда Кана (1891—1945) и Фредерики Матильды Годшалк (1899—1945). В 1941 году, в связи с наложенными на еврейское население законами, был вынужден покинуть гимназию Барлеус и продолжить учёбу в Еврейском лицее. Летом 1943 года был с родителями депортирован в транзитный концентрационный лагерь Вестерборк, оттуда в Берген-Бельзен. Родители умерли от тифа.
Вернувшись в Нидерланды, окончил гимназию Барлеуса (1946) и поступил на математическое отделение Амстердамского университета (1946—1950). В феврале 1951 года эмигрировал в Израиль, где сначала работал ассистентом в Институте Вейцмана (1951—1954). Женился на Норе Поляковой, дочери врача из Амстердама, также во время войны заключённой в концлагере Берген-Бельзен. В браке родилось четверо детей.
Защитил диссертацию в Еврейском университете в Иерусалиме в 1955 году под руководством Сэмюэля Эйленберга. К этому периоду (1958) относится его самая известная публикация, в которой он предложил идею сопряжённых функторов.
С 1959 года преподавал в Массачусетском технологическом институте (вышел на пенсию в 1993 году).
Сыграл заметную роль в зарождении современной теории гомотопий. Внёс вклад в теорию симплициальных множеств и симплициальные методы топологии в целом.

## Признание
- Удостоен звания почётного профессора Массачусетского технологического института.